# Tatiana af Sayn-Wittgenstein-Berleburg
Prinsesse Tatiana til Sayn-Wittgenstein-Berleburg (Tatiana Louise Ursula Therese Elsa; født 31. juli 1940) er en tysk prinsesse fra fyrstehuset Sayn-Wittgenstein-Berleburg, der er datter af Fyrst Gustav Albrecht og Fyrstinde Margareta til Sayn-Wittgenstein-Berleburg. Fra 1964 til 1974 var hun gift med titulær landgreve Moritz af Hessen, der fra 1980 var familieoverhoved for Huset Hessen. Tatiana er søster til Prins Richard af Berleburg. 

## Biografi
Prinsesse Tatiana blev født den 31. juli 1940 i Gießen i Hessen i Tyskland som fjerde barn og anden datter af prins Gustav Albrecht til Sayn-Wittgenstein-Berleburg (1907-1944) i hans ægteskab med den svenske grevinde Margareta Fouché d'Otrante, datter af den 6. Hertug d'Otrante. 
Hendes farfar, Richard (1882-1925), havde været den sidste fyrste af det mediatiserede tyske fyrstendømme Sayn-Wittgenstein-Berleburg. Han mistede dog sin titel, da monarkiet blev afskaffet i Tyskland ved Novemberrevolutionen i 1918. Uofficielt fortsatte brugen af fyrstetitlen dog, også efter 1918.
Prinsesse Tatianas far blev under Anden Verdenskrig meldt savnet under krigstjeneste i Rusland i sommeren 1944. Han blev dog først officielt erklæret død den 29. november 1969.

## Ægteskab og børn
Prinsesse Tatiana giftede sig den 1. juni (borgerligt) og den 3. juni 1964 (kirkeligt) i Kronberg im Taunus i Hessen med prins Moritz af Hessen-Kassel, ældste søn af prins Philipp af Hessen-Kassel og prinsesse Mafalda af Savoyen. Parret blev skilt i 1974.
I ægteskabet blev der født fire børn:
- Mafalda Margarethe, født i 1965 i Kiel, prinsesse af Hessen-Kassel, gift tre gange. Mafalda har børn med sine to sidste mænd.
- Heinrich Donatus, født 1967 i Kiel, prins og fra 2013 landgreve af Hessen, gift.
- Elena Elisabeth Madeleine, født 1968 i Kiel, prinsesse af Hessen-Kassel, har en datter.
- Philipp Robin, født i 1970 i Kiel, prins af Hessen-Kassel, gift.